# Palazzo Eszterházy
Il Palazzo Esterházy (o più semplicemente, in ungherese: Eszterháza) o Castello di Eszterháza è un palazzo situato nella città di Fertőd, in Ungheria. Fatto costruire dal principe Nicola I Esterházy nella seconda metà del Settecento che la utilizzò come palazzo estivo per la sua famiglia e residenza di caccia, fu per tre secoli la sede della corte principesca della famiglia Esterházy. Viene popolarmente definita la "Versailles ungherese" per la sfarzosità del complesso che è uno degli edifici più grandiosi del rococò ungherese.

## Storia

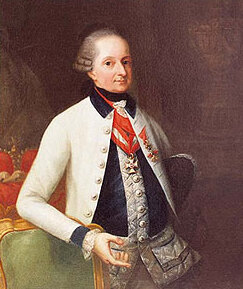
Il principe Nicola I Esterházy fece costruire il palazzo Eszterházy.

Veduta di palazzo Esterházy dal cortile interno.

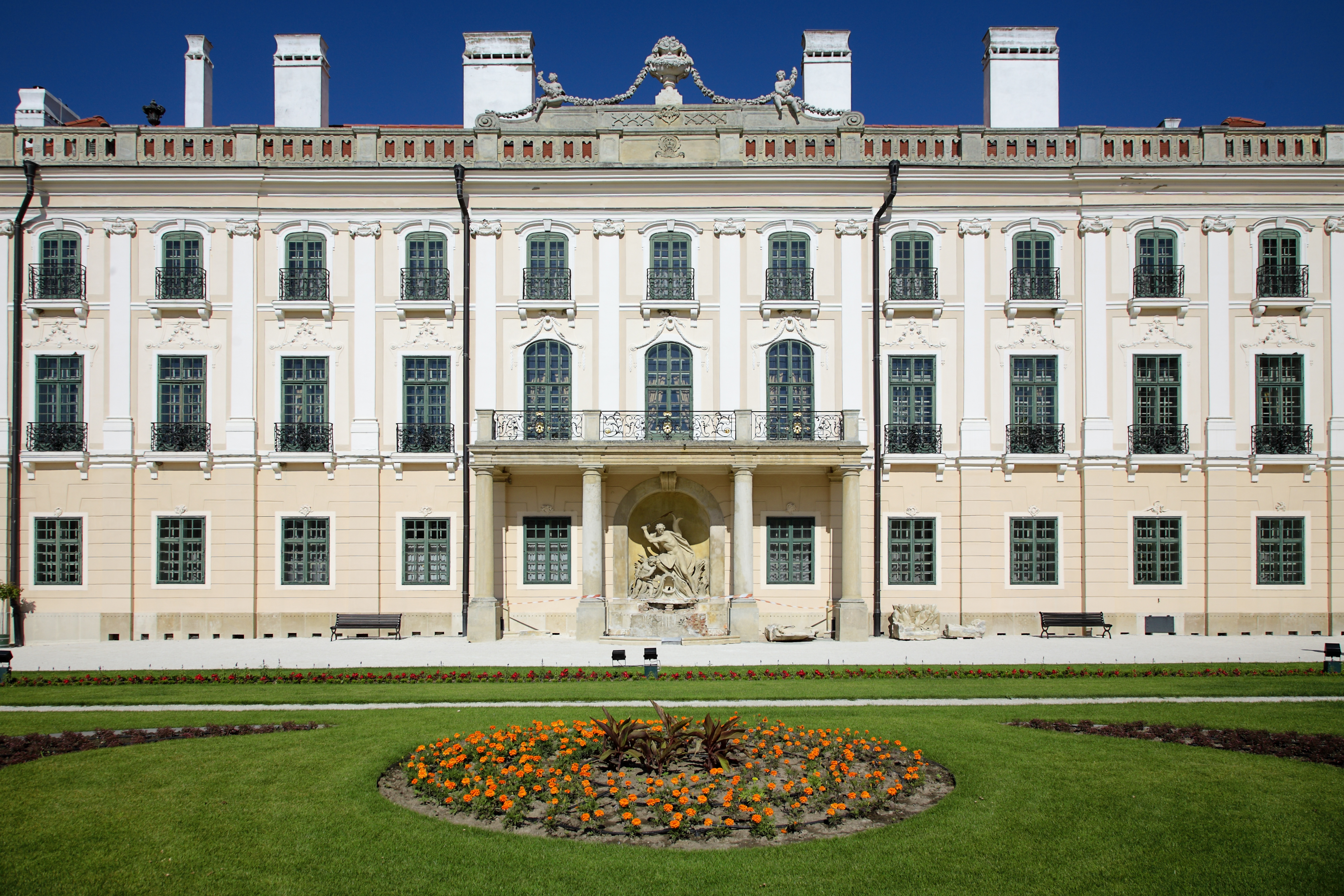

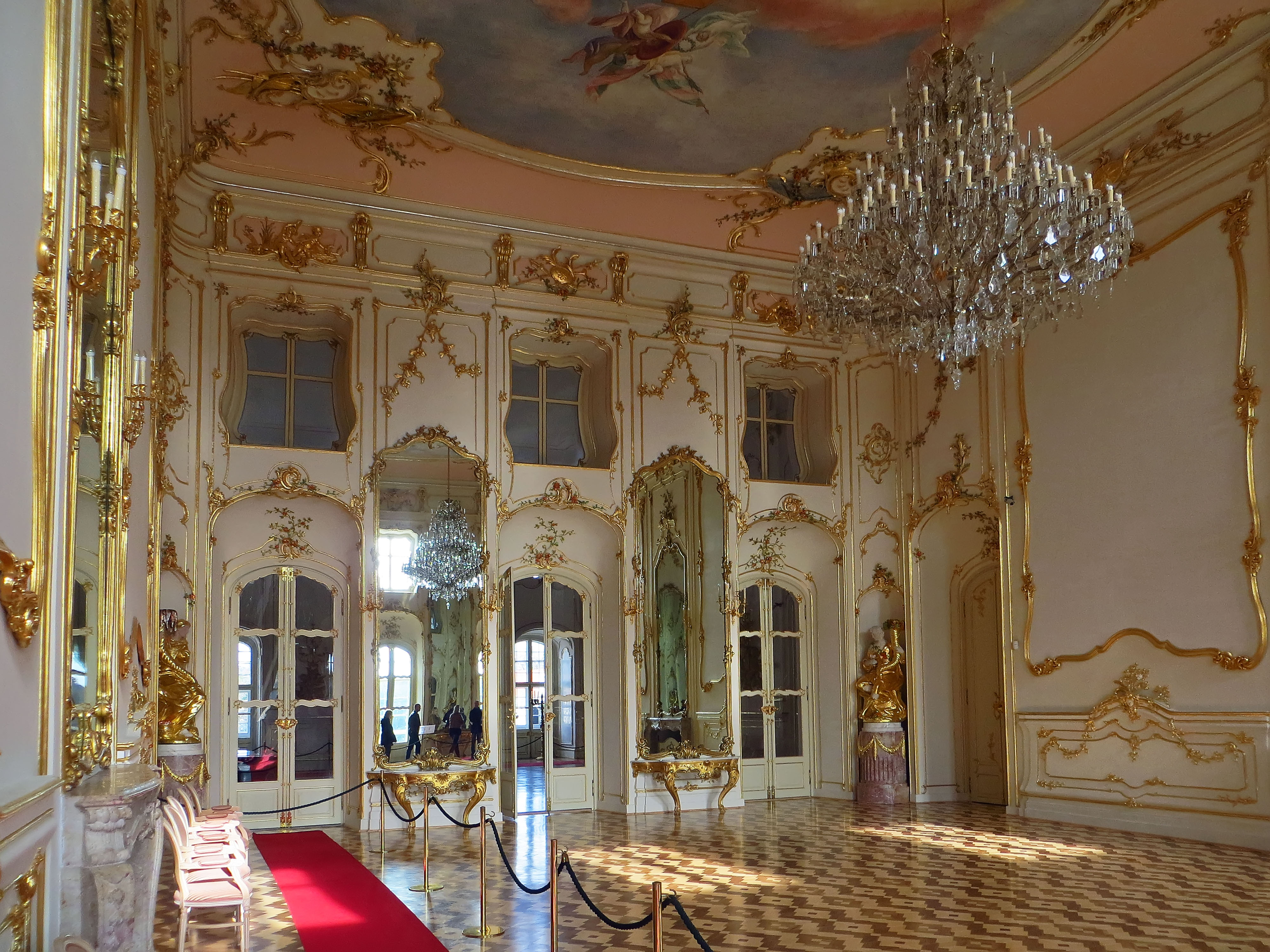

La famiglia Esterházy risiedeva storicamente al castello Esterházy, a 40 km di distanza, presso Eisenstadt, ma molti membri della famiglia dall'ottenimento del titolo principesco all'inizio del Settecento avevano preso ad abitare direttamente a Vienna.
Il principe Nicola I Esterházy, che odiava la capitale austriaca con i suoi formalismi, iniziò quindi a pensare alla progettazione di un suo nuovo palazzo subito dopo che ebbe ottenuto il titolo di principe alla morte di suo fratello maggiore, Paolo Antonio, nel 1762.  La scelta per il sito di costruzione del nuovo palazzo cadde sulla residenza di caccia di Süttör di cui Nicola I adorava il paesaggio e che era stata edificata nel 1720 per suo nonno su disegno dell'architetto Anton Erhard Martinelli. Questa residenza di caccia fu il primo nucleo attorno al quale venne costruito il palazzo Esterházy.
Il primo architetto che propose un nuovo progetto per il palazzo fu Johann Ferdinand Mödlhammer, succeduto poi nel 1765 da Melchior Hefele. Indubbiamente Nicola I, che pure collaborò alla stesura del progetto del palazzo, aveva in mente lo sfarzo trovato alla reggia di Versailles che ebbe modo di visitare in un suo viaggio in Francia nel 1764, Malgrado ciò lo studioso H. C. Robbins Landon sostiene che in realtà il prodotto finale di palazzo Esterhazy sia più che altro da ricercare "nei prototipi austriaci del genere, in particolare nel Palazzo di Schönbrunn a Vienna".
Il progetto finale del palazzo costò la considerevole cifra di 13.000.000 di gulden austriaci, somma che Robbins Landon definisce "astronomica" per l'epoca ma che era anche l'espressione della potenza e della ricchezza personale del principe in Ungheria. La cifra elevata era dovuta anche al fatto che l'area prescelta per accogliere il grandioso progetto del palazzo comprendeva perlopiù i terreni acquitrinosi attorno al lago Neusiedl che dovevano essere bonificati ed asciugati prima di iniziare a costruire le fondamenta della struttura. Come ha suggerito il musicologo Robbins Landon quella di costruire il palazzo in quel luogo "fu un'idea particolarmente eccentrica da parte del principe Nikolaus [...] Probabilmente la costruzione del palazzo voleva dimostrare la supremazia della mente dell'uomo sulla materia della natura". Il materiale da costruzione proveniva principalmente dalle cave di Kaiserstein e St. Margarethen; quest'ultima in particolare apparteneva alla famiglia Esterházy e questo consentì al principe almeno in parte di abbattere i costi di realizzazione del progetto.
Il palazzo appariva già abitabile parzialmente nel 1766, ma la costruzione vera e propria si protrasse per anni. Il teatro di corte venne completato nel 1768 (inaugurata con l'opera Lo speziale di Joseph Haydn), mentre il teatro delle marionette venne concluso nel 1773. I concerti di Joseph Haydn si tenevano prevalentemente nella Sala Terrena, al piano terra, nella galleria dei quadri dove il 30 maggio 1781 il principe ospitò un grandioso concerto alla presenza del duca Alberto di Sassonia-Teschen e di sua moglie, l'arciduchessa Cristina d'Asburgo-Lorena. Il palazzo divenne così un grande centro culturale e soprattutto musicale per l'epoca, oltre che una rinomata meta di svago per l'aristocrazia ungherese più in vista dato che sempre qui il principe teneva la propria corte per la maggior parte dell'anno, organizzando occasionalmente grandiose battute di caccia nella riserva circostante. Nel 1784 venne completata la grande fontana monumentale posta davanti al palazzo. Il castello era sorvegliato da oltre 150 guardie del corpo personali al soldo del principe e nelle scuderie vi era spazio per ospitare sino a 110 cavalli.
Nicola I Esterházy morì nel 1790 e con lui si può dire che terminò l'effimera fortuna del palazzo in quanto né suo figlio Antonio I né i suoi eredi ebbero interesse ad abitare in una reggia isolata da tutti e soprattutto lontana dalla corte di Vienna anche a causa dei debiti contratti da Nicola I per la costruzione di questo progetto. Fu solo col principe Nicola IV, ad inizio Novecento che, superata la crisi finanziaria, poté restaurare e rivitalizzare completamente il complesso del palazzo.
Con la seconda guerra mondiale la struttura subì diversi danni e, come altre proprietà degli Esterházy in Ungheria, fu espropriata dallo stato ungherese dopo il 1945. Il castello rimase in decadenza sino al 1959 quando venne approvato un progetto di ristrutturazione dell'intero palazzo, protrattosi negli anni e intensificato con dei finanziamenti dell'Unione Europea nel 2009.
Oggi la parte centrale del castello accoglie un museo statale, mentre l'altra ospita una scuola di orticoltura e una scuola commerciale che collabora con l'accademia commerciale austriaca di Frauenkirchen.

## Il palazzo

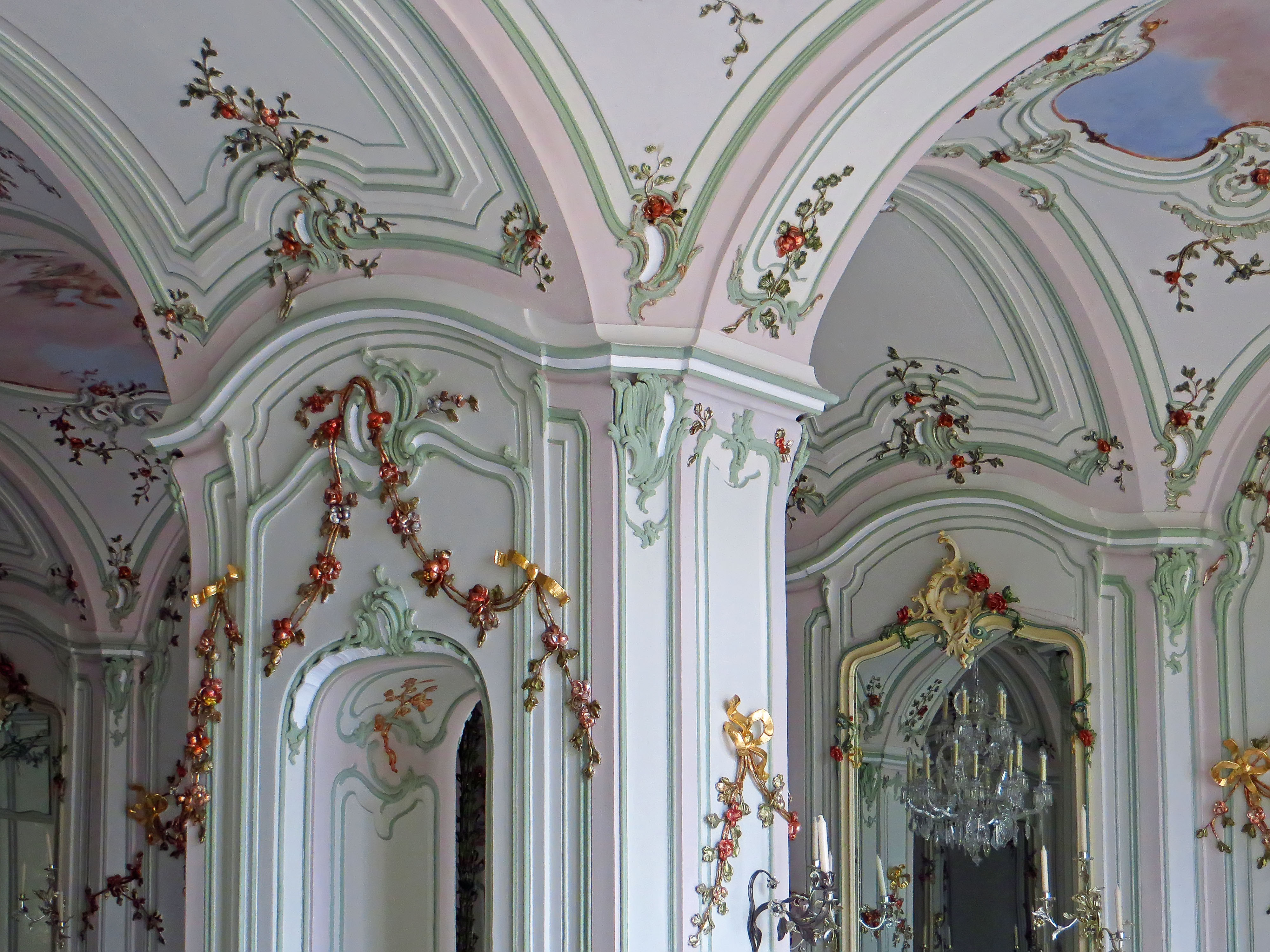
Decorazioni della Sala Terrena

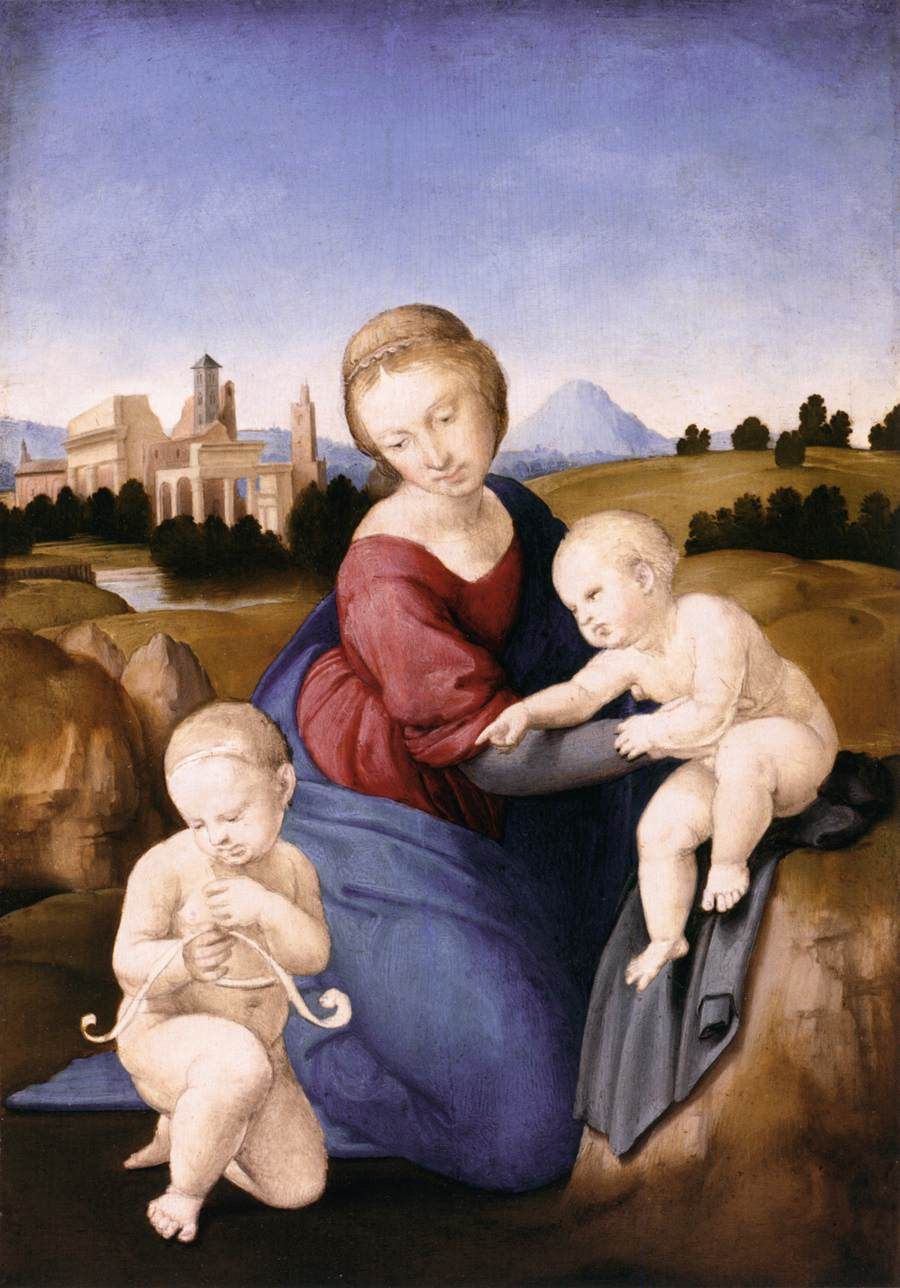
La Madonna Esterhazy di Raffaello Sanzio, un tempo conservata a Palazzo Esterházy

Al complesso del palazzo si accede dal cortile d'onore tramite uno splendido cancello in ferro battuto di stile rococò.
L'edificio centrale del palazzo dispone di tre piani ed emerge rispetto al resto del complesso, presentando una facciata di undici finestre, sormontata da un belvedere. Al complesso principale si accede attraverso una doppia scalinata in arenaria e ferro battuto e decorata con putti, simile a quella presente sul retro del palazzo di Schonbrunn a Vienna. Le ali laterali del palazzo si presentano come più ribassate, con un piano mezzanino riservato alla servitù.
Il palazzo dispone in tutto di 126 stanze. Tra le più significative si ricorda certamente la Sala dei Banchetti con un dipinto al soffitto che rappresenta Apollo col suo carro. La grande biblioteca ospita ancora oggi 22.000 volumi. La sala di maggiori dimensioni è realizzata in forma di grotta ed è la cosiddetta Sala Terrena, ispirata allo stile italiano dell'epoca. Sul soffitto trovano spazio angeli danzanti che portano ghirlande di fiori a forma di "E" con un chiaro rimando al cognome della famiglia proprietaria del complesso. Alle pareti si trovano delle nicchie con statue dello scultore viennese Johann Joseph Resler (1702–1772) che rappresentano figure mitologiche a grandezza naturale come Flora, Cerere, Diana e Borea, oltre alle quattro stagioni. Tra le stanze del palazzo vi è anche al "Stanza di Maria Teresa", la camera utilizzata dall'imperatrice quando venne in visita a palazzo nel 1773 che rimase intatta dall'epoca sino al 1945.
Al palazzo, nell'ala ovest, era collocata anche la famosa Galleria Esterházy. Essa conteneva circa 650 dipinti di cui l'opera più significativa era indubbiamente la cosiddetta Madonna Esterhazy di Raffaello Sanzio che, assieme alla maggior parte di queste opere, è oggi conservata presso il Museo delle Belle Arti di Budapest.

## Il parco

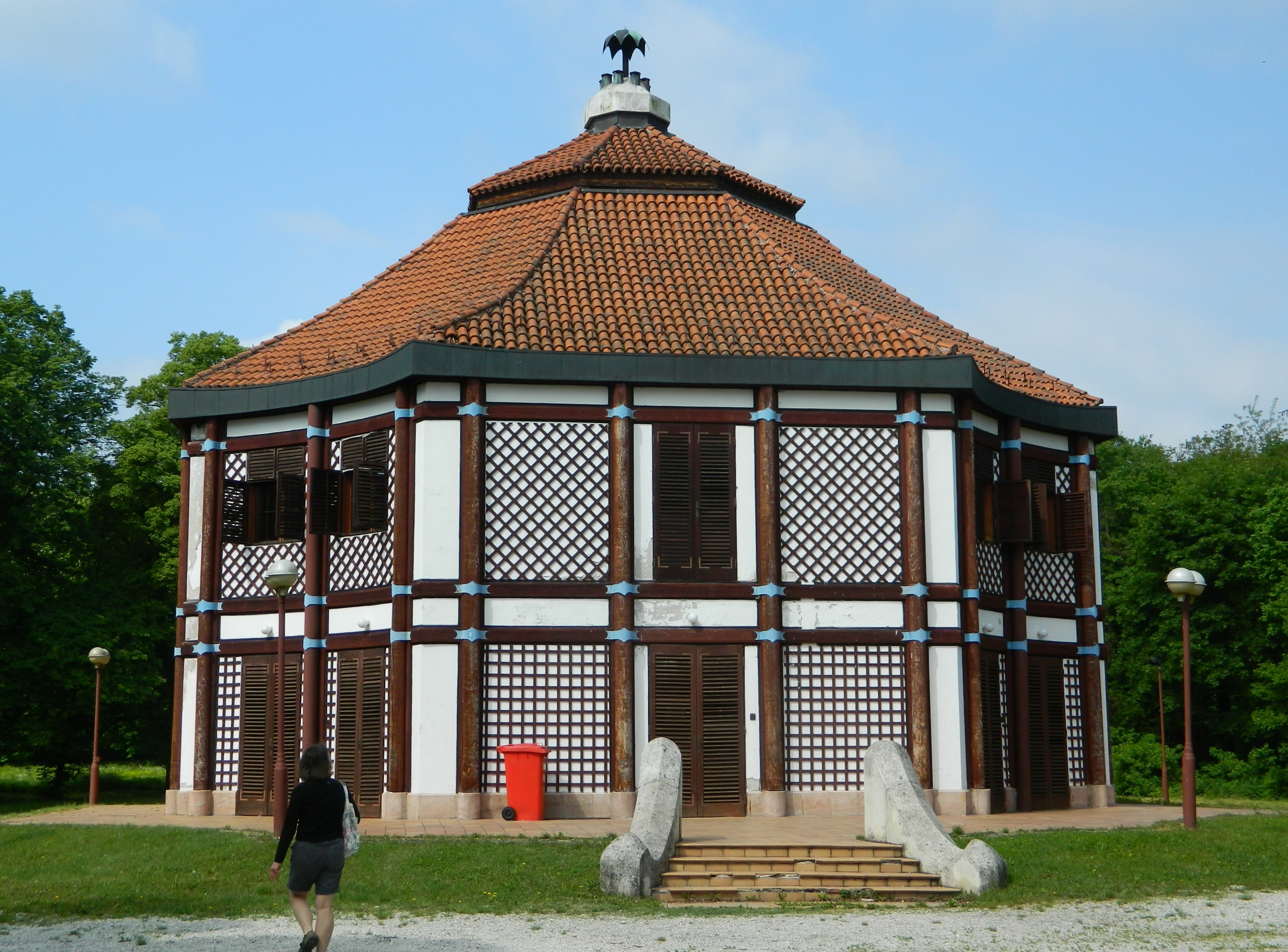
Il padiglione Bagatelle nel parco del palazzo

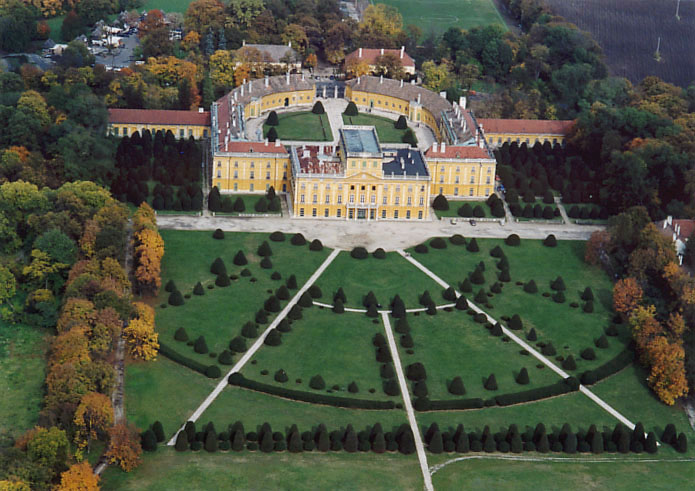
I sentieri dei percorsi di caccia nel parco sul retro del palazzo

Il palazzo è circondato da un parco su tre lati, tranne quello a nord occupato appunto dalla struttura. Nella prima metà del XVIII secolo qui esisteva già un primo giardino di stile barocco con statue e aiuole rigorosamente geometricamente che si estendeva a sud. Il parco venne completamente rivisitato come parco di caccia nel corso del XVIII secolo con un asse visivo della lunghezza di circa 1,7 km lungo percorsi venatori che si aprono a raggiera sul retro del palazzo (come nel caso della Palazzina di caccia di Stupinigi), mentre il giardino venne rifatto in stile francese nel Settecento con rocaille e broderie per accogliere fiori.
A circa 700 metri dal castello, in pieno parco, si trova un padiglione di forma ottagonale chiamato Bagatelle che venne costruito appositamente in occasione della visita dell'imperatrice Maria Teresa d'Austria, per stupire i visitatori della corte.
L'ultimo intervento al giardino è avvenuto nel XX secolo quando è stata posta una statua bronzea che rappresenta il compositore Haydn per ricordare la sua lunga presenza al palazzo.

## Haydn e il palazzo Esterházy

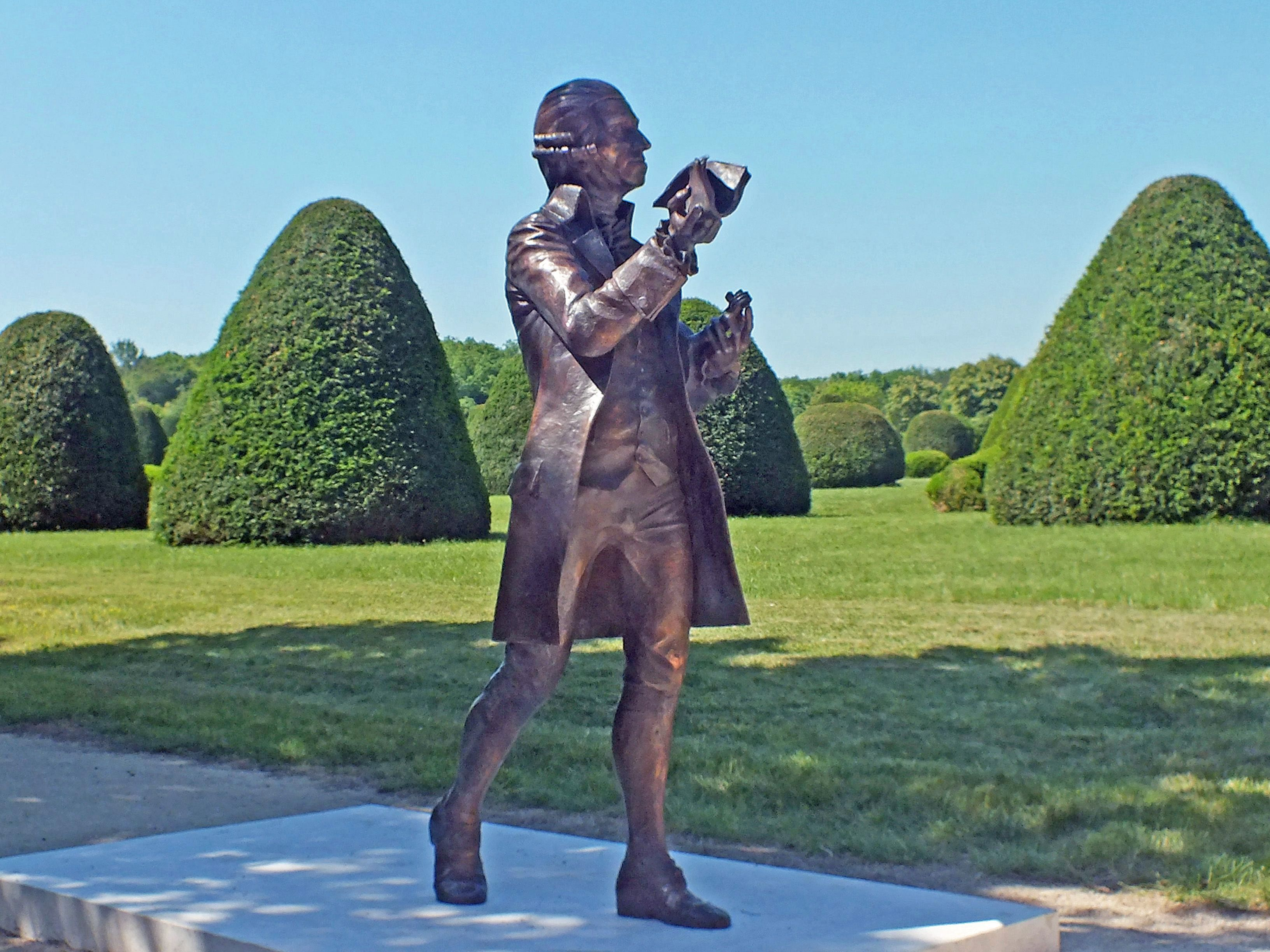
La statua di Haydn nel giardino del palazzo

Dal 1766 al 1790, la residenza fu sede del celebre compositore tedesco Franz Joseph Haydn che qui visse in un appartamento di quattro stanze nei quartieri della servitù a palazzo appositamente predispostogli dal principe e che oggi accoglie un piccolo museo a lui dedicato. Haydn scrisse qui la maggior parte delle sue sinfonie per l'orchestra del principe. Il palazzo del resto accoglieva al suo interno due teatri, di cui il maggiore (distrutto da un incendio nel 1779) poteva accogliere 400 spettatori; Haydn diresse personalmente le sue opere, lavorando alacremente spesso per un centinaio di serate l'anno.
Ciò di cui Haydn era solito lamentarsi nelle sue lettere all'amica e musicista Marianne von Genzinger era il fatto che la struttura fosse lontana da tutto e da tutti, condizione ideale per comporre in tranquillità, ma che lo rendeva così isolato in assenza di feste o balli. Questa sensazione di Haydn si riflette anche nell'espressione volutamente triste e malinconica della cosiddetta "sinfonia degli addii" della Sinfonia n. 45, dedicata proprio al principe Nicola I Esterházy.

## Galleria d'immagini

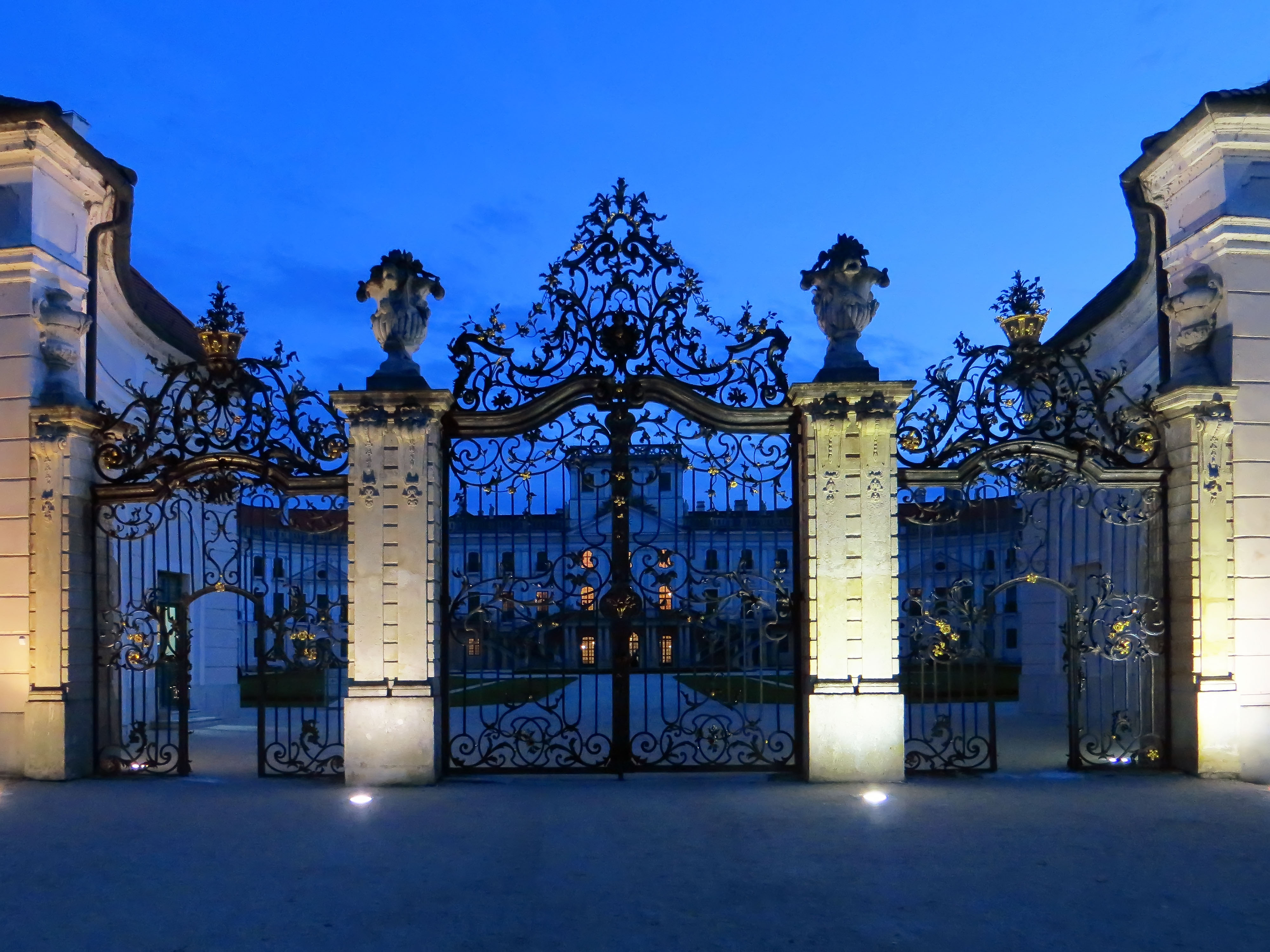
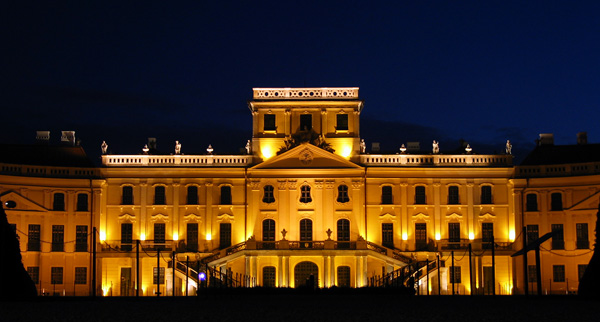
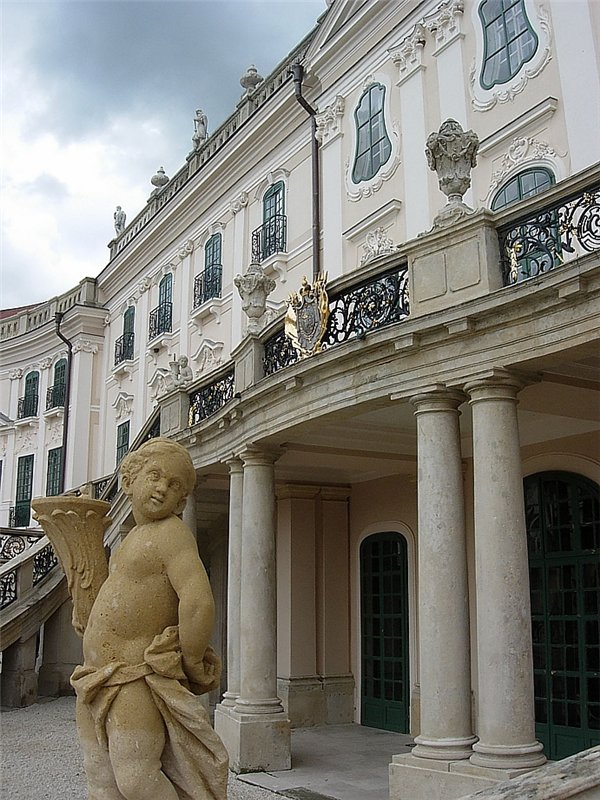
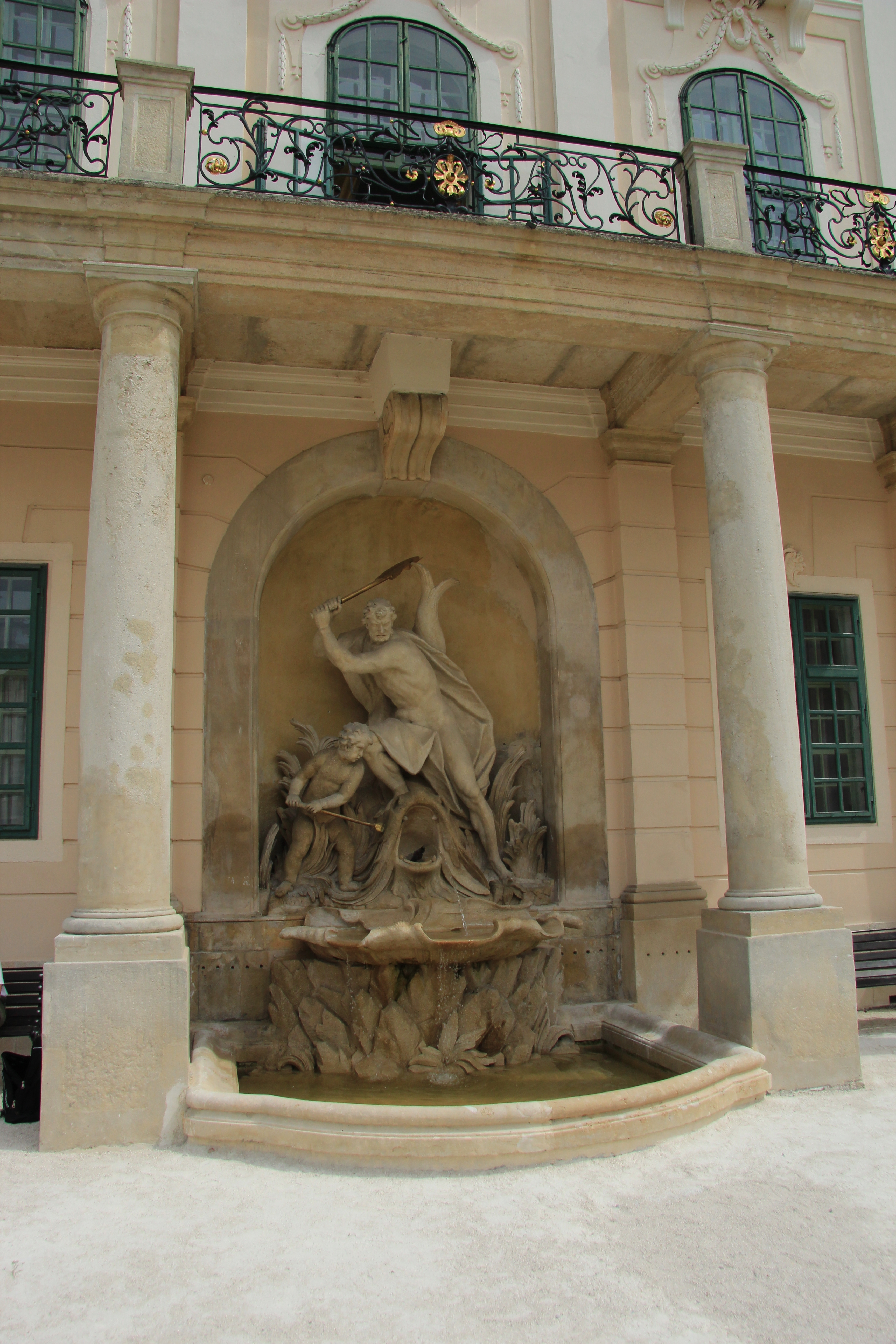
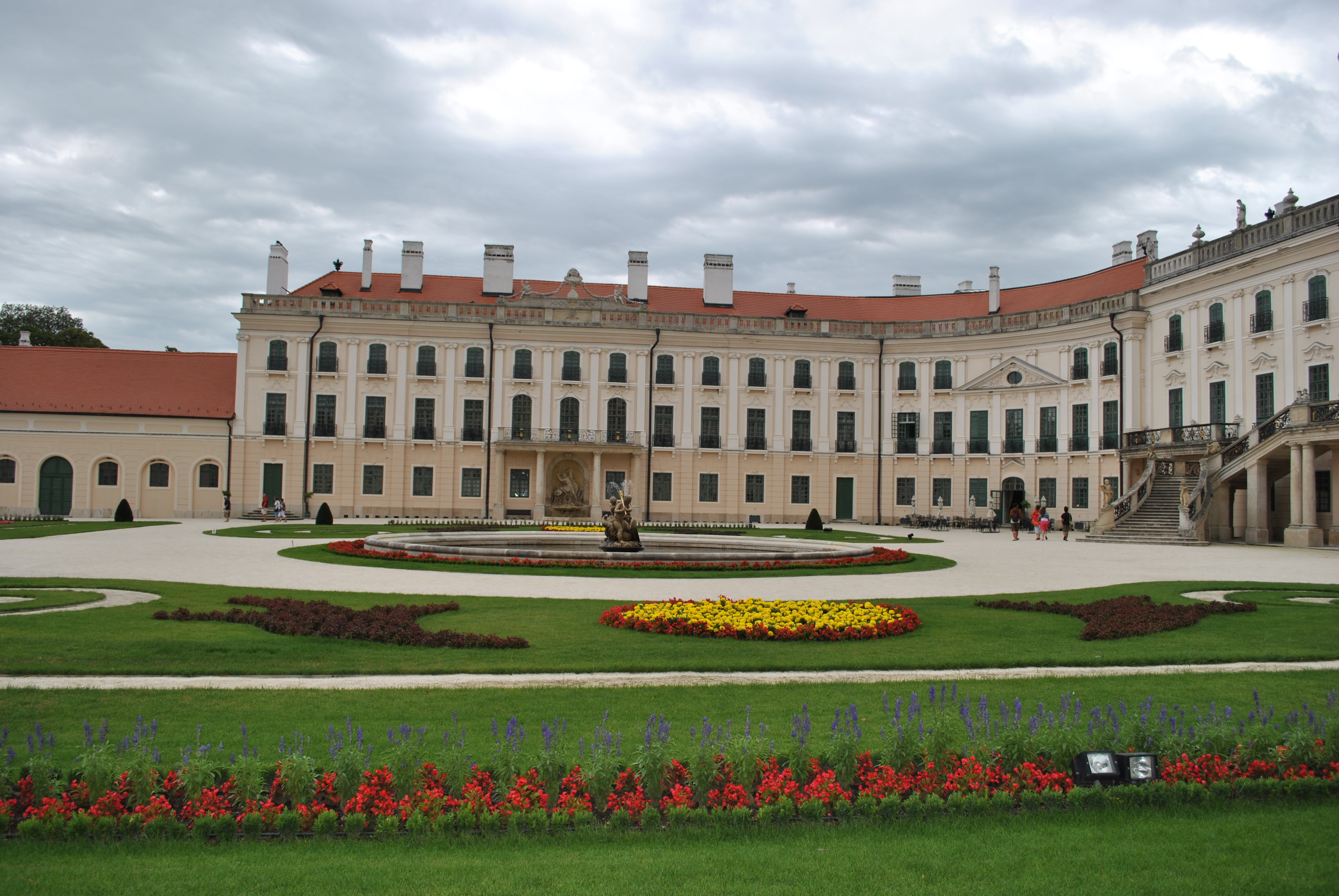
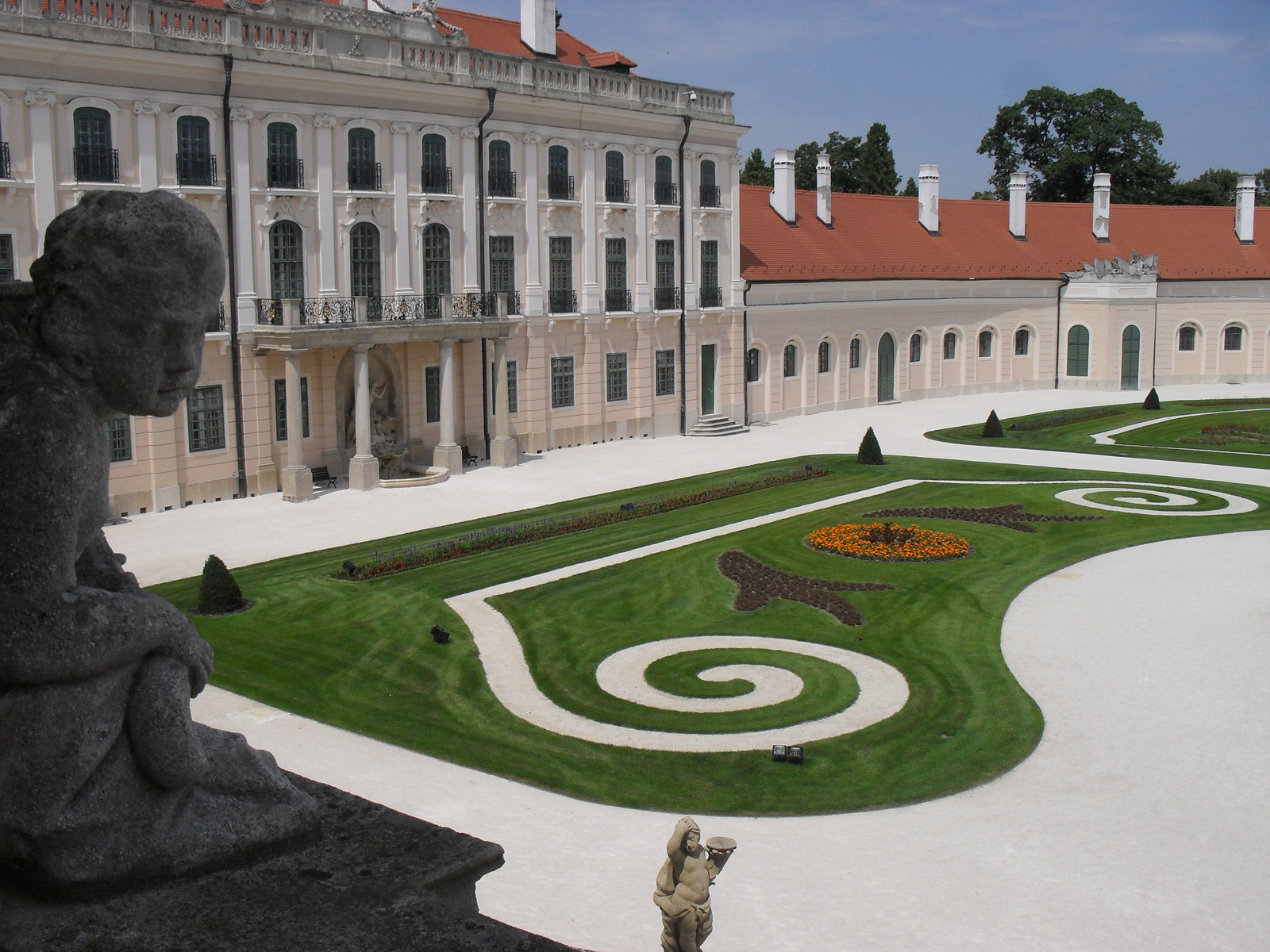
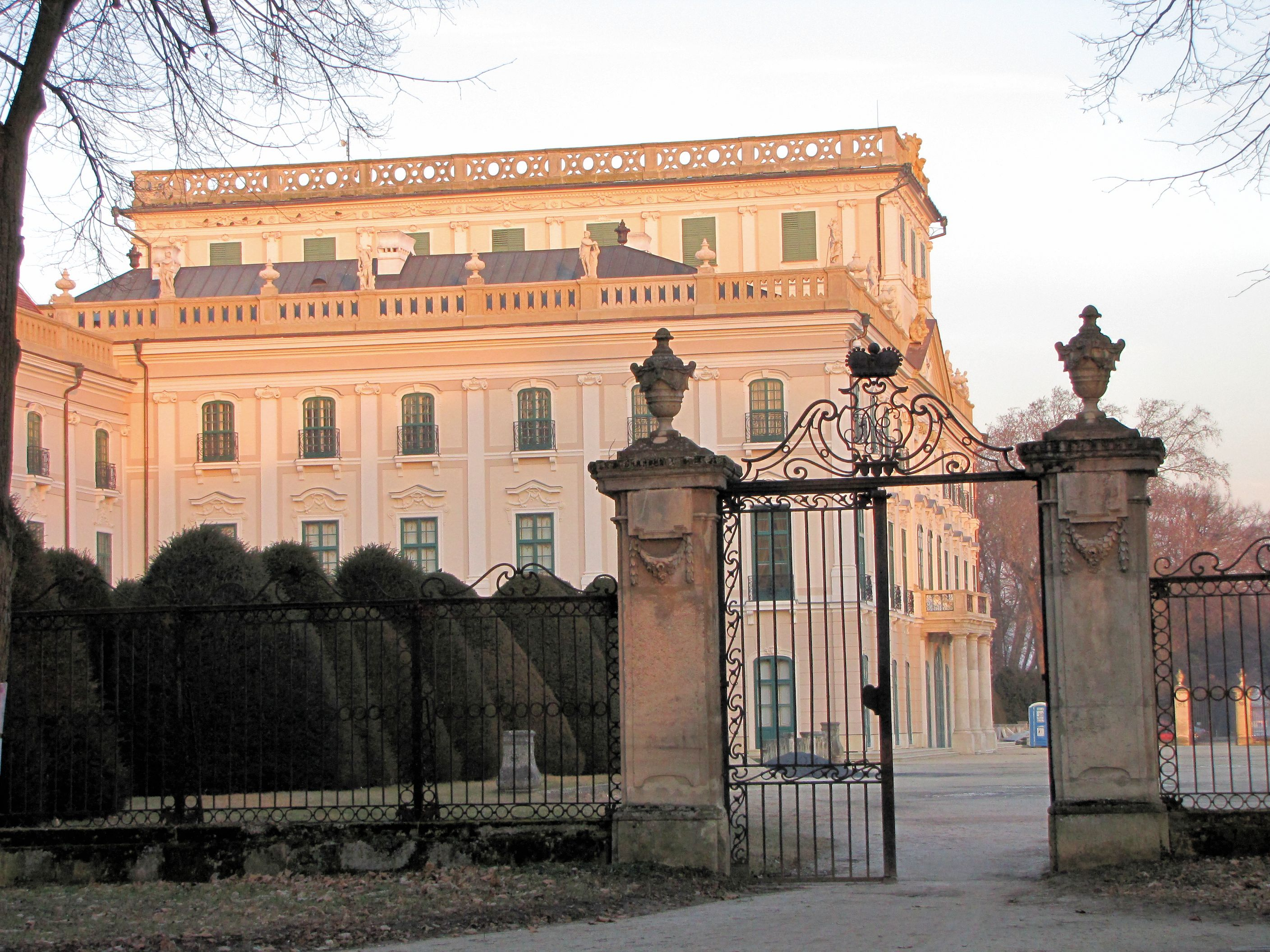
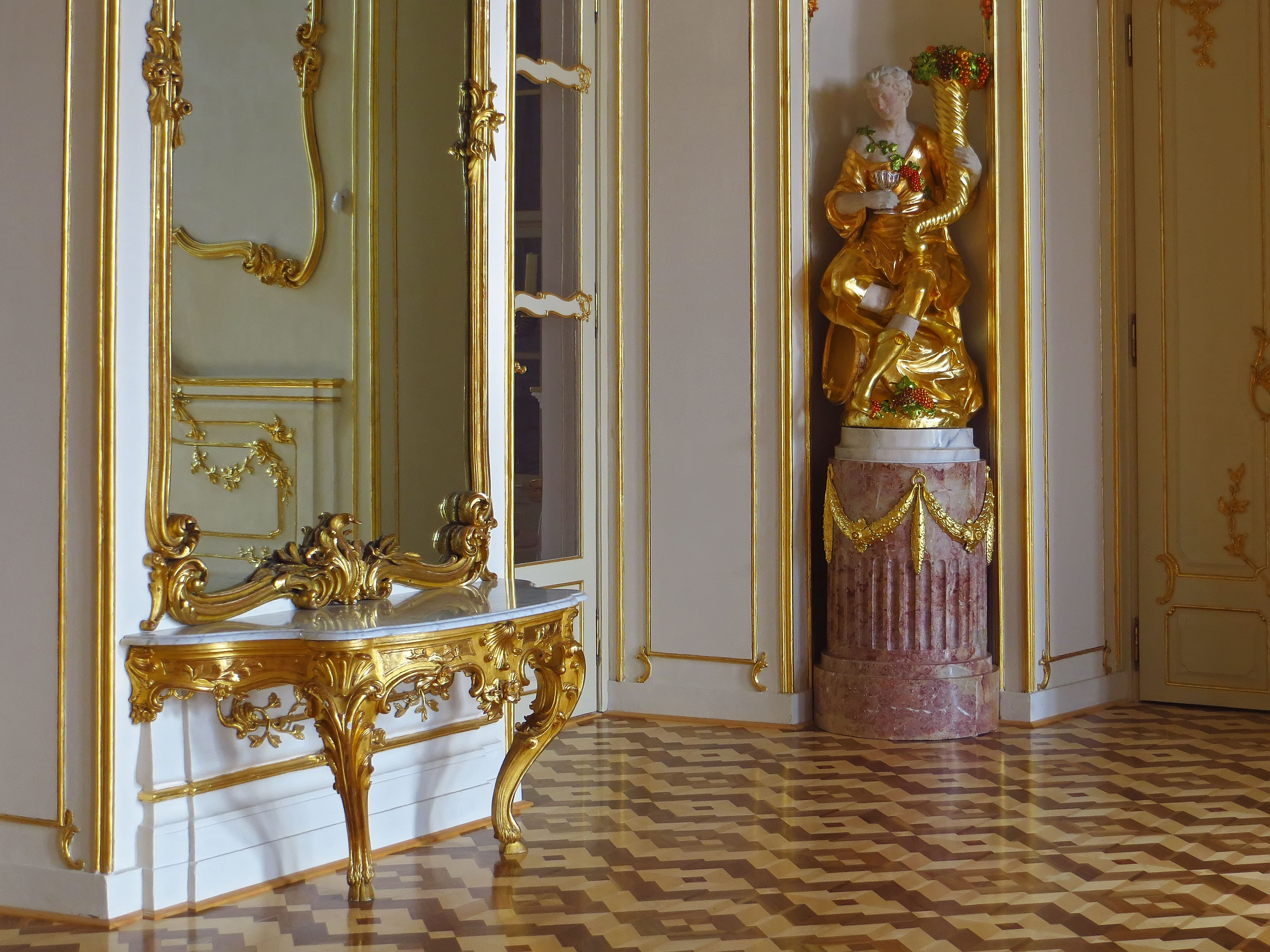
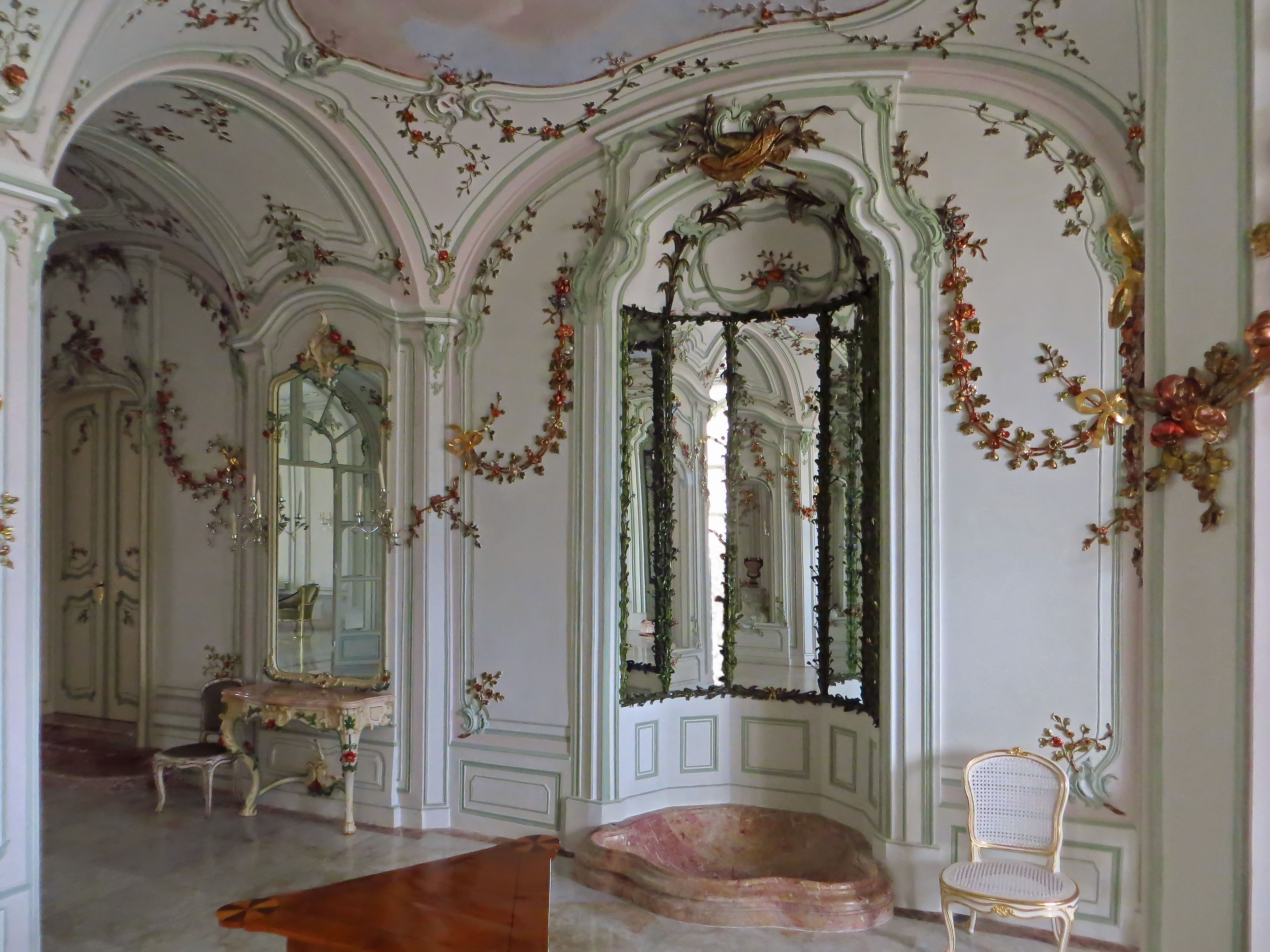
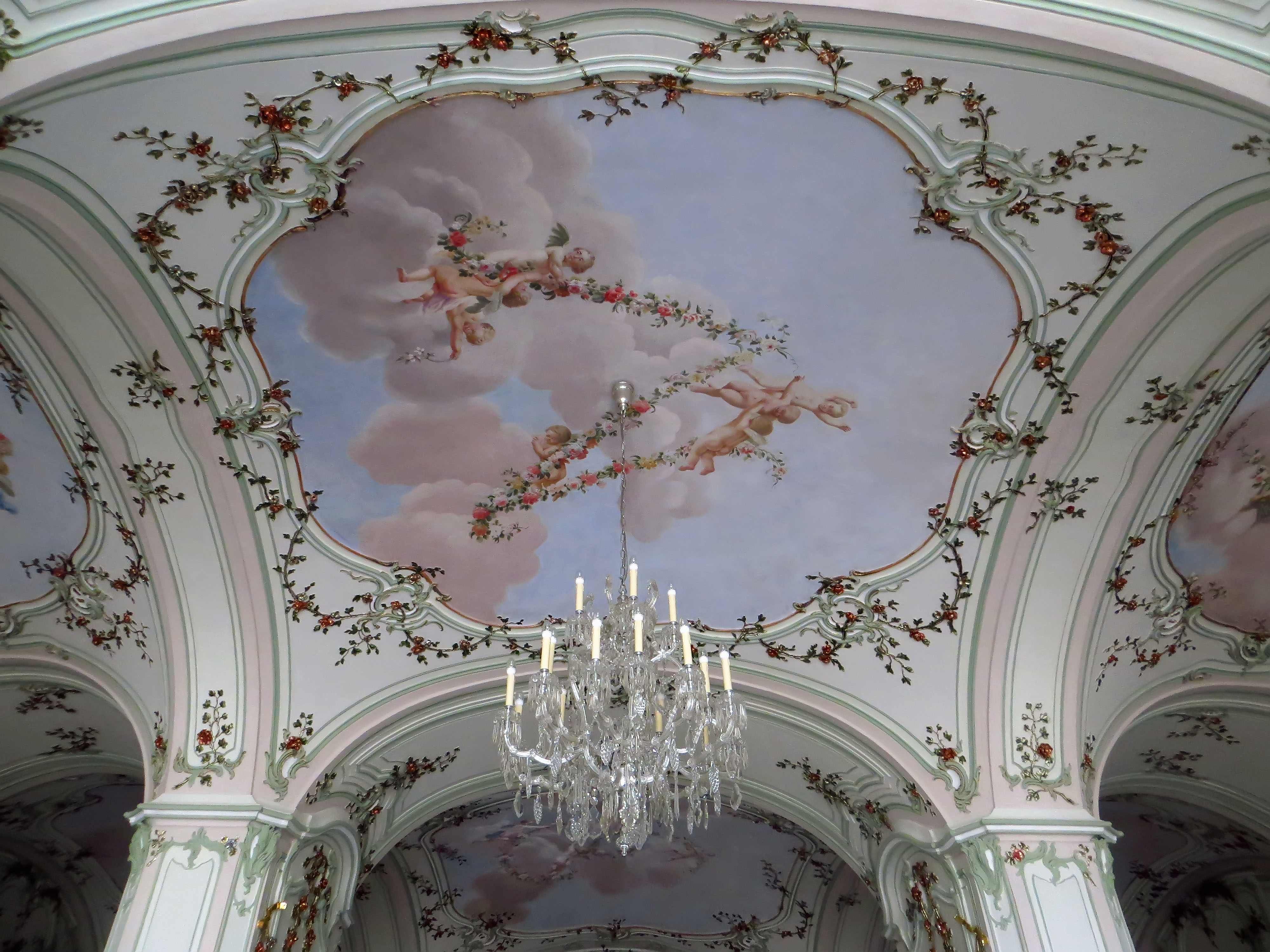
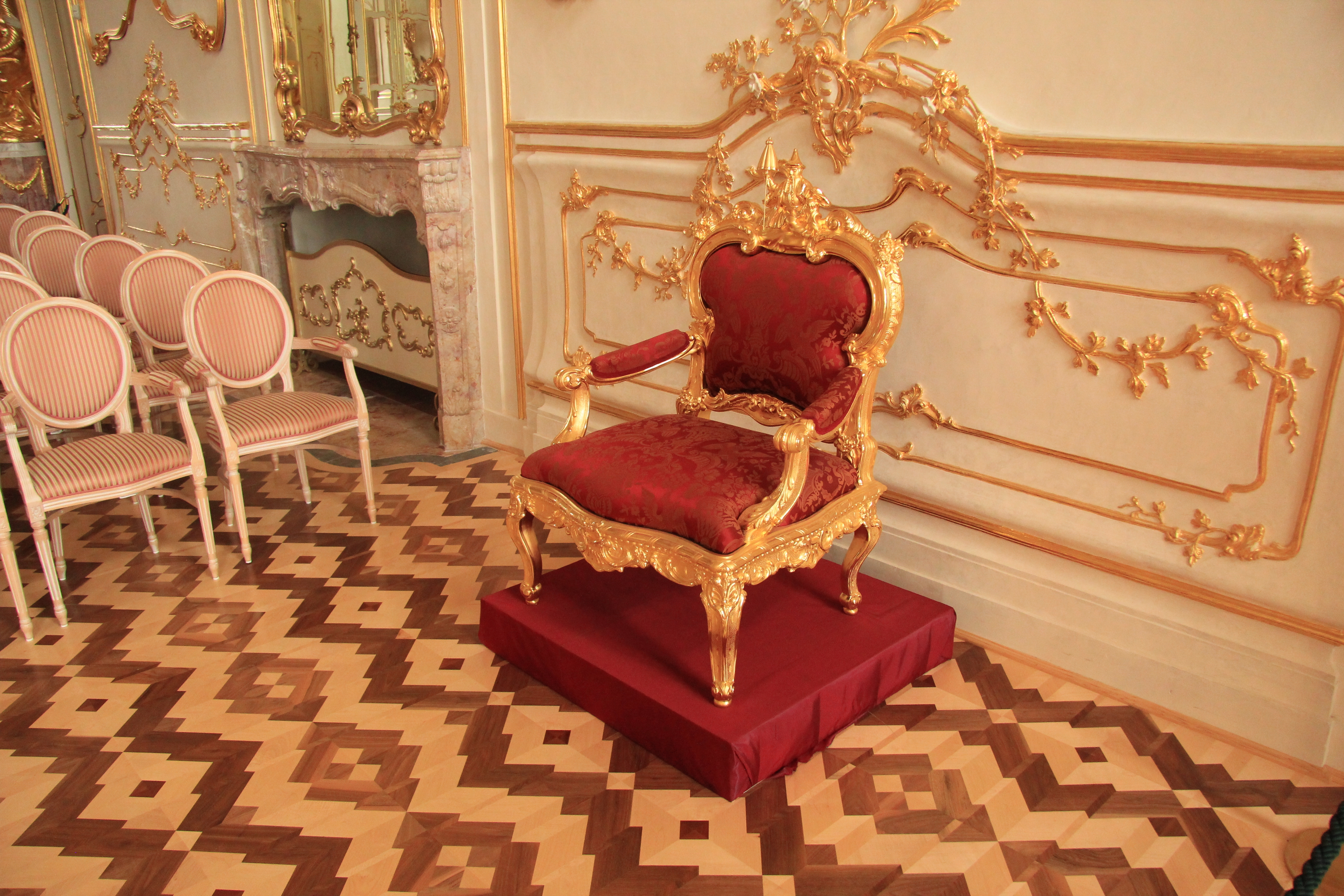
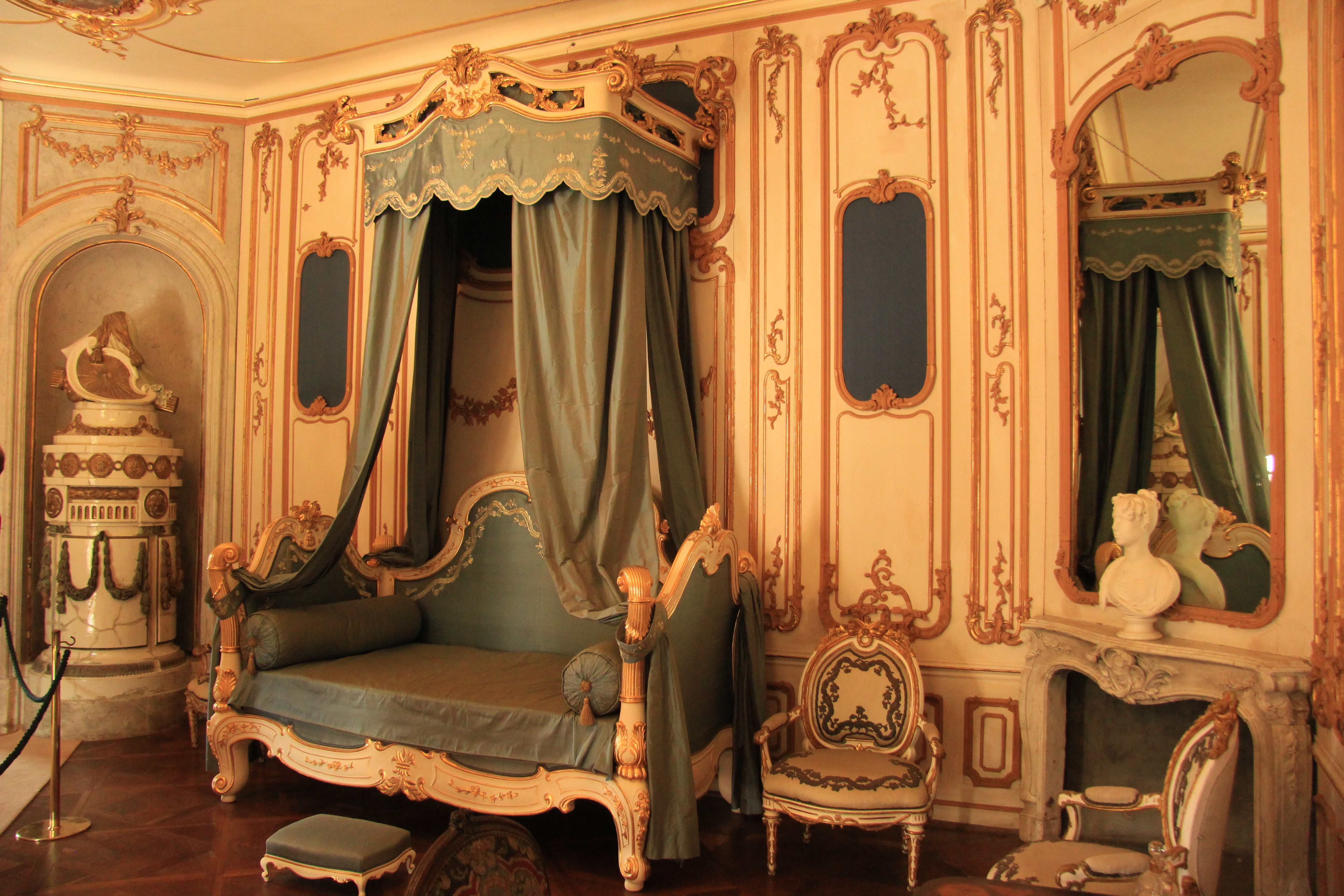
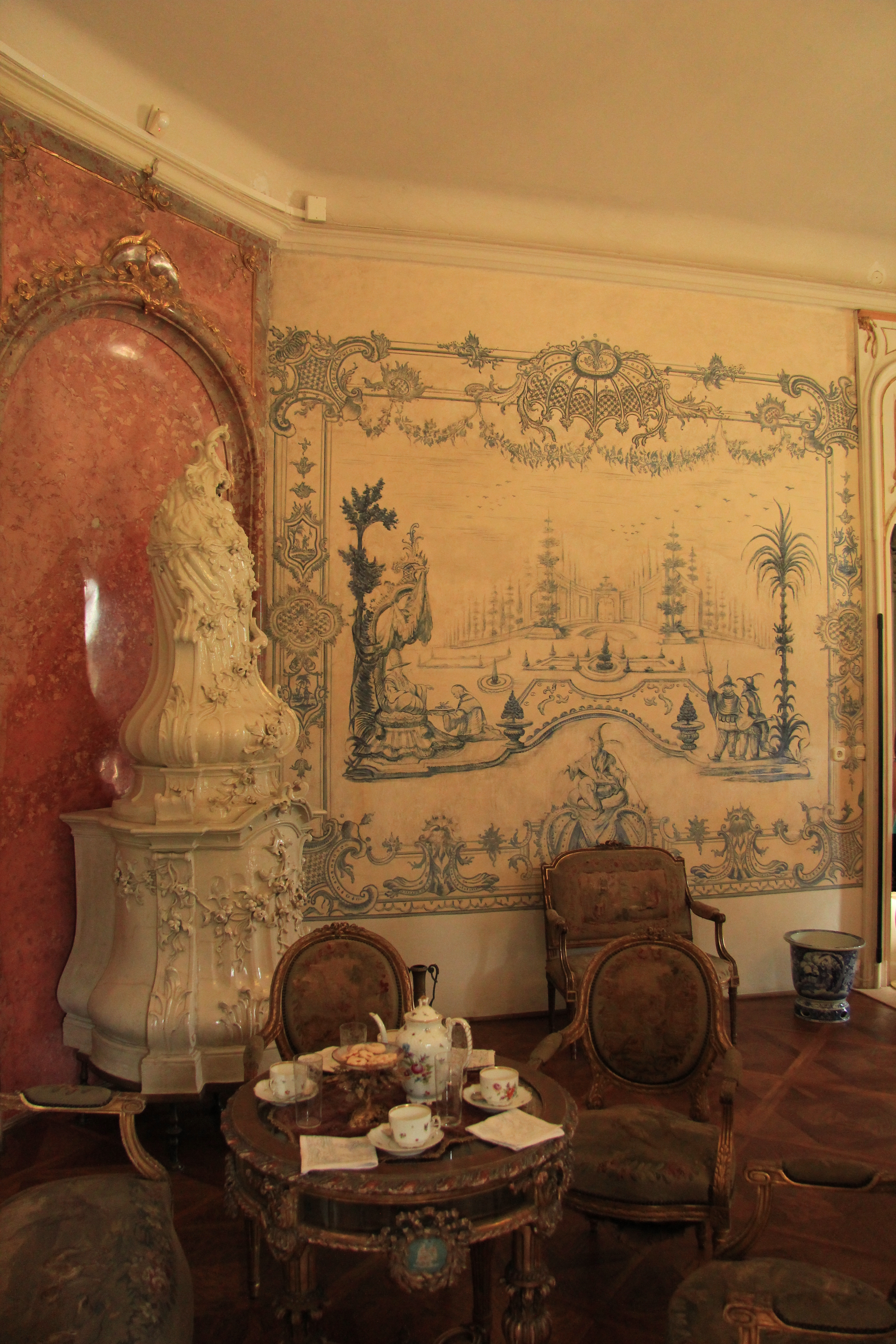
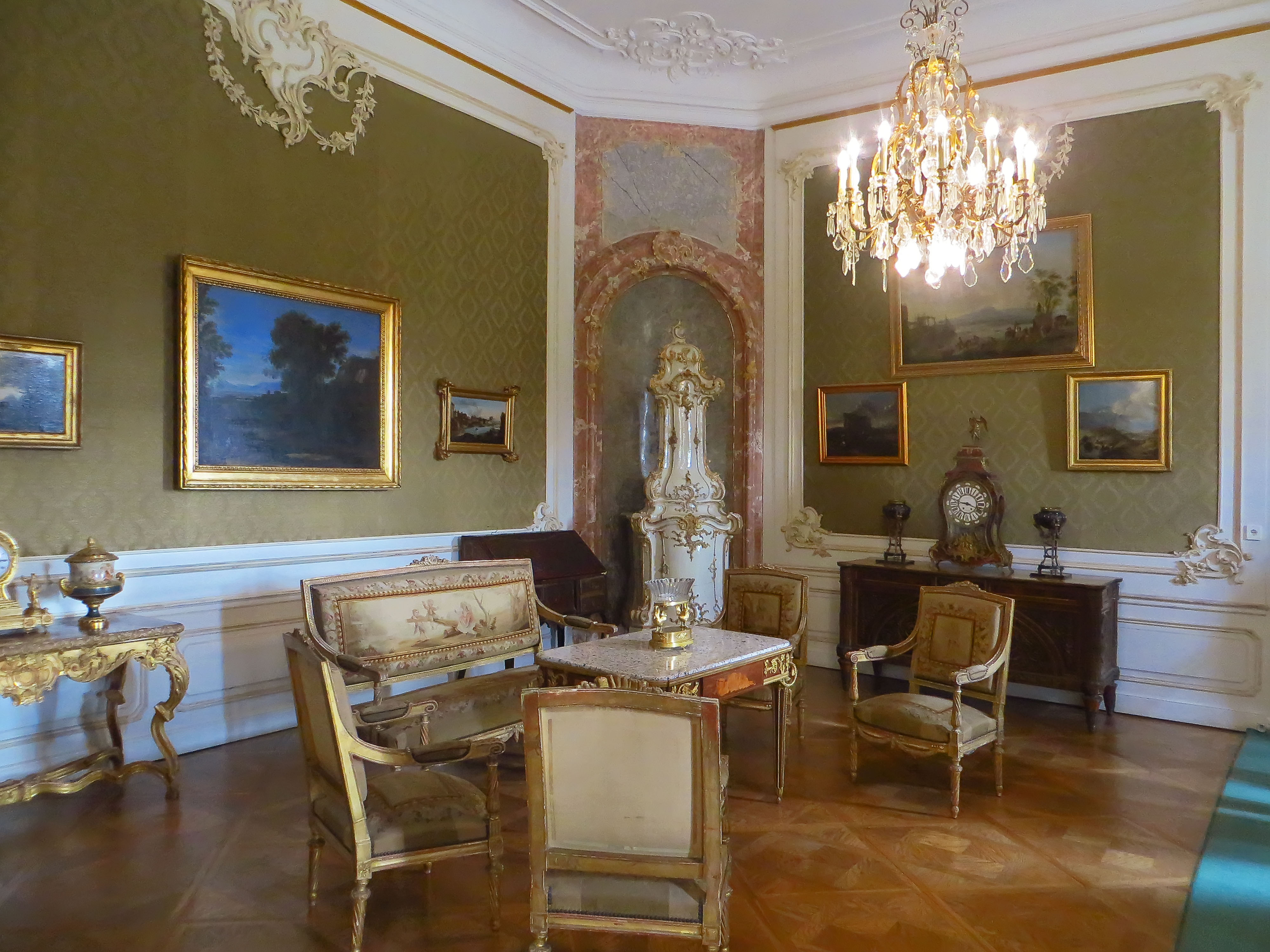
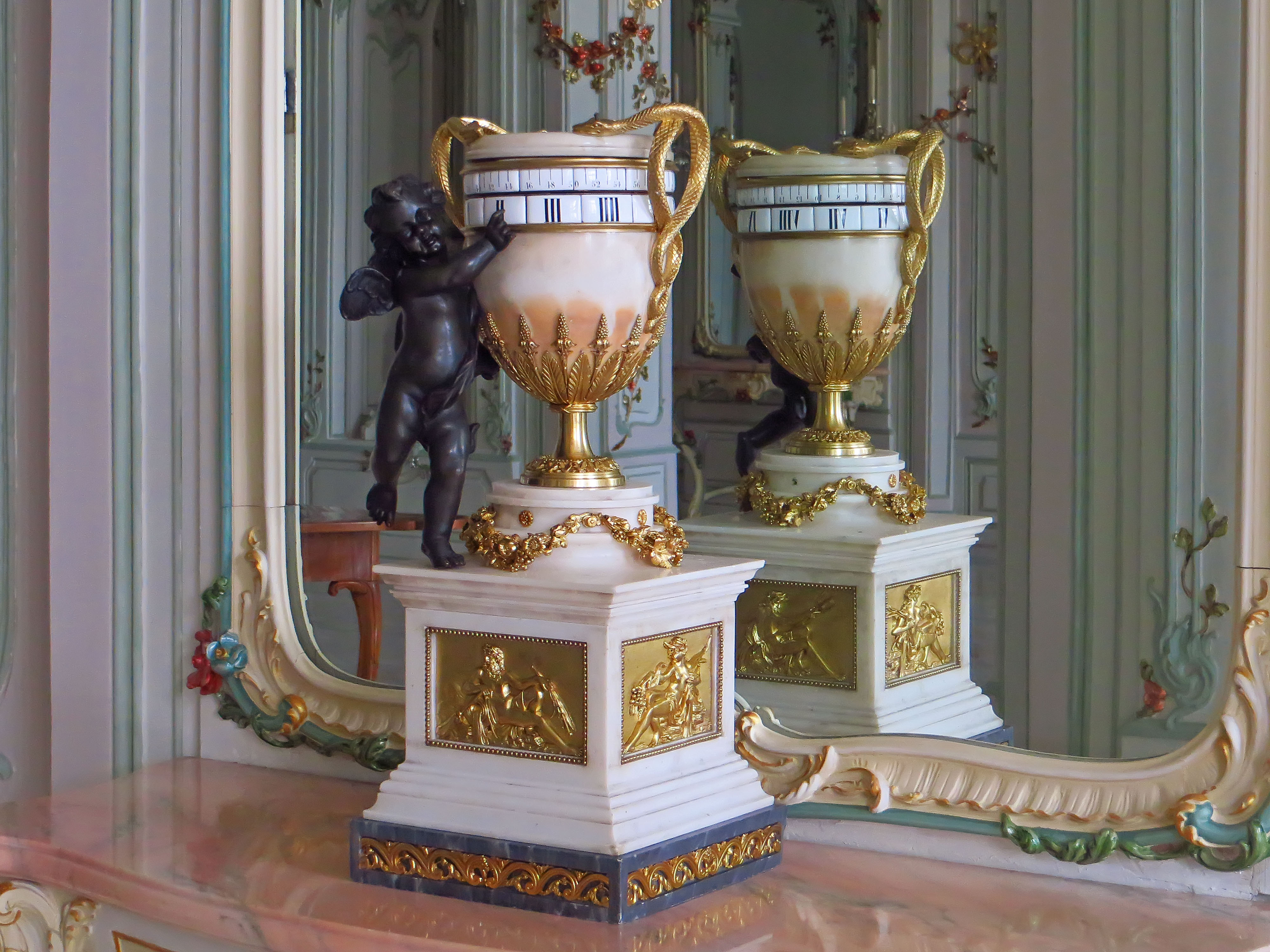
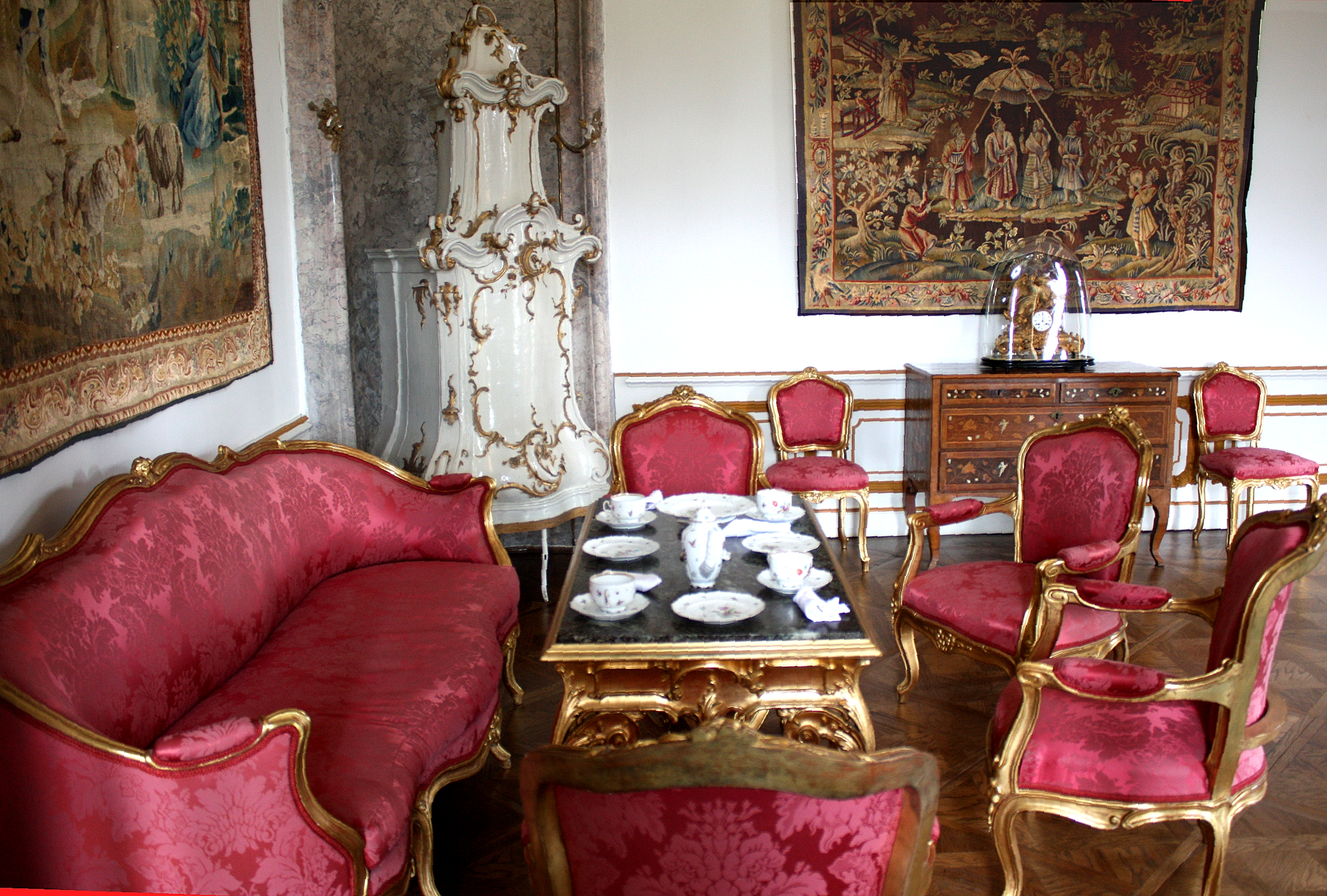
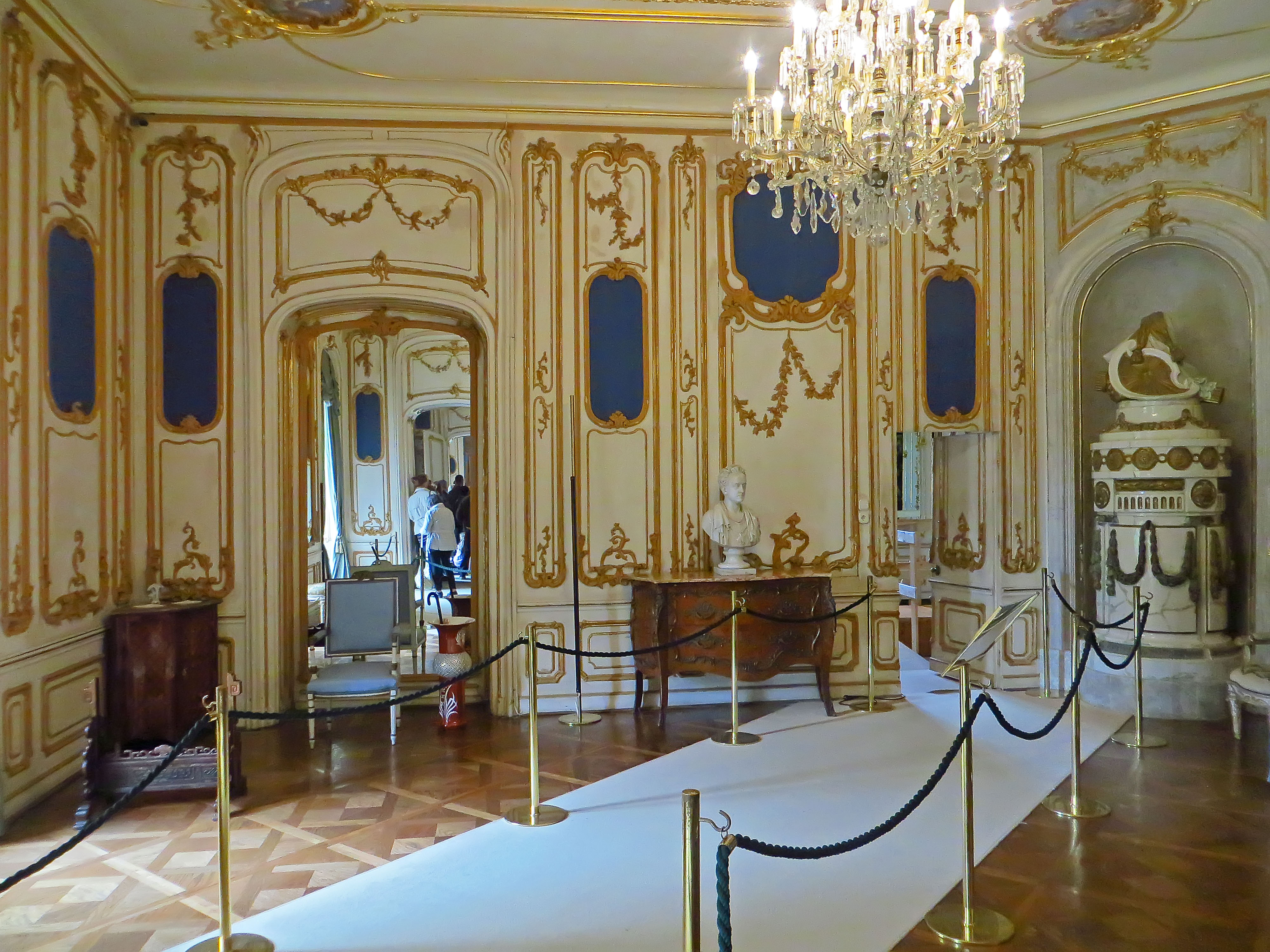